# 대한민국 국회 외교통일위원회
외교통일위원회(外交統一委員會, 영어: Foreign Affairs and Unification Committee)는 외교·통일에 관한 국회의 의사결정기능을 실질적으로 수행하는 국회 상임위원회이다.

## 설치 근거 및 소관 업무

### 설치 근거
- 국회법 [법률 제11717호, 2013.03.23 일부개정] 제37조[1]

### 소관 업무
- 외교부와 통일부의 소관에 속하는 의안과 청원 등의 심사, 기타 법률에서 정하는 직무를 수행한다.

## 연혁
- 1948년 10월 2일: 외무국방위원회를 설치
- 1951년 3월 9일: 외무국방위원회를 외무위원회와 국방위원회로 분리
- 1988년 6월 20일: 외무위원회를 외무통일위원회로 개편
- 1997년 11월 18일: 외무통일위원회를 통일외교통상위원회로 개편
- 2008년 8월 26일: 통일외교통상위원회를 외교통상통일위원회로 개편
- 2013년 3월 23일: 외교통상통일위원회를 외교통일위원회로 개편

## 직무
외교부와 통일부, 그리고 민주평화통일자문회의 업무에 대한 질의와 보고를 주요 직무로 갖고 있으며, 외교부 및 통일부 장관에 대한 인사청문회를 이곳에서 담당한다.

## 소관 부처
- 외교부
- 통일부
- 민주평화통일자문회의

## 위원 명단
| 위원정수 | 현원   | 더불어민주당                                                                                                | 국민의힘                                                     | 비교섭단체          |
| 22       | 22     | 12 | 8                                                            | 1                   |
| -------- | ------ | --- | ------------------------------------------------------------ | ------------------- |
| 위원장   | 위원장 | - | 김석기                                                       |                     |
| 간사     |        | |                                                              |                     |
| 위원     | 위원   | - 권칠승 - 김영배 - 위성락 - 윤후덕 - 이용선 - 이재강 - 이재명 - 이재정 - 조정식 - 차지호 - 한정애 - 홍기원 | - 김건 - 김기웅 - 김기현 - 김태호 - 안철수 - 윤상현 - 인요한 | - 김준형 - 비례대표 |

### 소위원회
| 소위원회                       | 소위원회 | 의원         | 의원     | 의원       |
| 소위원회                       | 소위원회 | 더불어민주당 | 국민의힘 | 비교섭단체 |
| ------------------------------ | -------- | ------------ | -------- | ---------- |
| 법안심사소위원회 (7인)         | 소위원장 |              |          |            |
| 법안심사소위원회 (7인)         | 소위원   |              |          |            |
| 예산결산기금심사소위원회 (6인) | 소위원장 |              |          |            |
| 예산결산기금심사소위원회 (6인) | 소위원   |              |          |            |
| 청원심사소위원회 (6인)         | 소위원장 |              |          |            |
| 청원심사소위원회 (6인)         | 소위원   |              |          |            |
| 공공외교강화소위원회 (5인)     | 소위원장 |              |          |            |
| 공공외교강화소위원회 (5인)     | 소위원   |              |          |            |

## 소관 법률

### 외교부
- 대한민국재외공관설치법
- 재외공관용재산의 취득·관리등에 관한 특례법
- 재외공관공증법
- 재외공관수입금등 직접 사용에 관한 법률
- 정부대표및특별사절의임명과 권한에 관한 법률
- 외무공무원법
- 여권법
- 해외이주법
- 재외국민등록법
- 재외동포재단법
- 한국국제협력단법
- 국제협력요원에 관한 법률
- 한국국제교류재단법
- 세계무역기구협정이행에 관한 특별법
- 영해및접속수역법
- 배타적경제수역법
- 남극활동및환경보호에 관한 법률
- 해외긴급구호에 관한 법률
- 외국인의 서명날인에 관한 법률
- 고려인동포 합법적 체류자격 취득 및 정착지원을위한특별법
- 국제개발협력기본법
- 국제연합평화유지활동참여에관한법률

### 통일부
- 남북교류협력에 관한 법률
- 남북협력기금법
- 북한이탈주민의 보호 및 정착지원에 관한 법률
- 통일교육지원법
- 남북관계 발전에 관한 법률
- 겨레말큰사전남북공동편찬사업회법
- 군사정전에 관한 협정 체결 이후 납북피해자의 보상 및 지원에 관한 법률
- 개성공업지구 지원에 관한 법률
- 남북이산가족 및 교류촉진에 관한 법률안
- 6·25전쟁 납북피해 진상규명 및 납북피해자 명예회복에 관한 법률

### 민주평화통일자문회의
- 민주평화통일자문회의법